# Martin Fritz (Nordischer Kombinierer)
Martin Fritz (* 24. Oktober 1994 in Friesach) ist ein österreichischer Nordischer Kombinierer.

## Werdegang
Der dem Wintersportverein in Murau (Steiermark) angehörende Martin Fritz startet seit 2012 im Continentalcup der Nordischen Kombination, davor war er im Alpencup der Junioren aktiv. Sein Weltcup-Debüt gab er am 20. Jänner 2013 in Seefeld in Tirol als Mitglied der Nationalen Gruppe. Er beendete den Wettbewerb auf dem 47. Platz.
Bei den Junioren-Weltmeisterschaften 2014 wurde Martin Fritz Weltmeister mit der österreichischen Staffel und gewann im 5-km-Einzelwettkampf Bronze hinter Philipp Orter und David Welde. Dadurch kam Fritz bei den letzten Weltcupbewerben der Saison 2013/14 zu weiteren Einsätzen. In Lahti gewann er als 26. erstmals Weltcuppunkte, am Holmenkollen wurde er 23. Mit insgesamt 13 Punkten belegte er im Gesamtklassement den 66. Rang. Sein bis dahin bestes Weltcupresultat erreichte er am 28. Februar 2016 im Einzel (HS 134; 10 km) in Val di Fiemme mit Rang 10.
In der Saison 2015/16 nahm Fritz vor allem an den Wettbewerben des Continental Cups teil und erlebte hierbei seine bisher erfolgreichste Saison. Aufgrund vieler guter Ergebnisse, darunter ein erster, ein zweiter und drei dritte Plätze, konnte Fritz am Ende der Saison die Gesamtwertung mit 705 Punkten für sich entscheiden.
Martin Fritz kann auf eine sehr erfolgreiche Saison 2016/2017 zurückblicken. Bereits im Sommer-Grand-Prix konnte er mit dem 8. Platz erstmals, in einem Grand-Prix-Bewerb, gemeinsam mit seinem Teamkollegen Harald Lemmerer, im Teamsprint über 7,5 km einen Top-Ten-Platz erreichen. Wie auch schon im Jahr zuvor gewann Fritz die Gesamtwertung im Continental Cup und konnte sich mit dem 16. Platz in Sapporo über ein Top-20-Ergebnis im Weltcup freuen.
Die Saison 2017/18 startete für Fritz sehr vielversprechend, so konnte er bereits in den ersten beiden Bewerben des Sommer-Grand-Prix mit einem 8. und einem 9. Platz zwei Top-Ten-Ergebnisse erzielen. Diese Leistungen untermauerte der junge Steirer dann in den letzten beiden Bewerben des Grand-Prix in Planica, bei denen er einmal Vierter wurde und am letzten Tag seinen allerersten Podestplatz auf der Großschanze hinter dem Norwegischen Duo Moan und Riiber feiern konnte. In der endgültigen Gesamtwertung des Sommer-Grand-Prix 2017 konnte Fritz mit dem 8. Platz ein Top-Ten-Ergebnis erzielen. Zum Abschluss der Vorbereitung für die beginnende Wintersaison konnte er bei den Österreichischen Meisterschaften in Villach noch die Bronzemedaille auf der Normalschanze sowie Rang 4 auf der Großschanze erreichen. Kurz darauf erreichte Fritz im ersten Bewerb der neuen Wintersaison in Ruka sein bis dato bestes Weltcup Ergebnis, ein 7. Platz beim Weltcup Auftakt im Ruka.

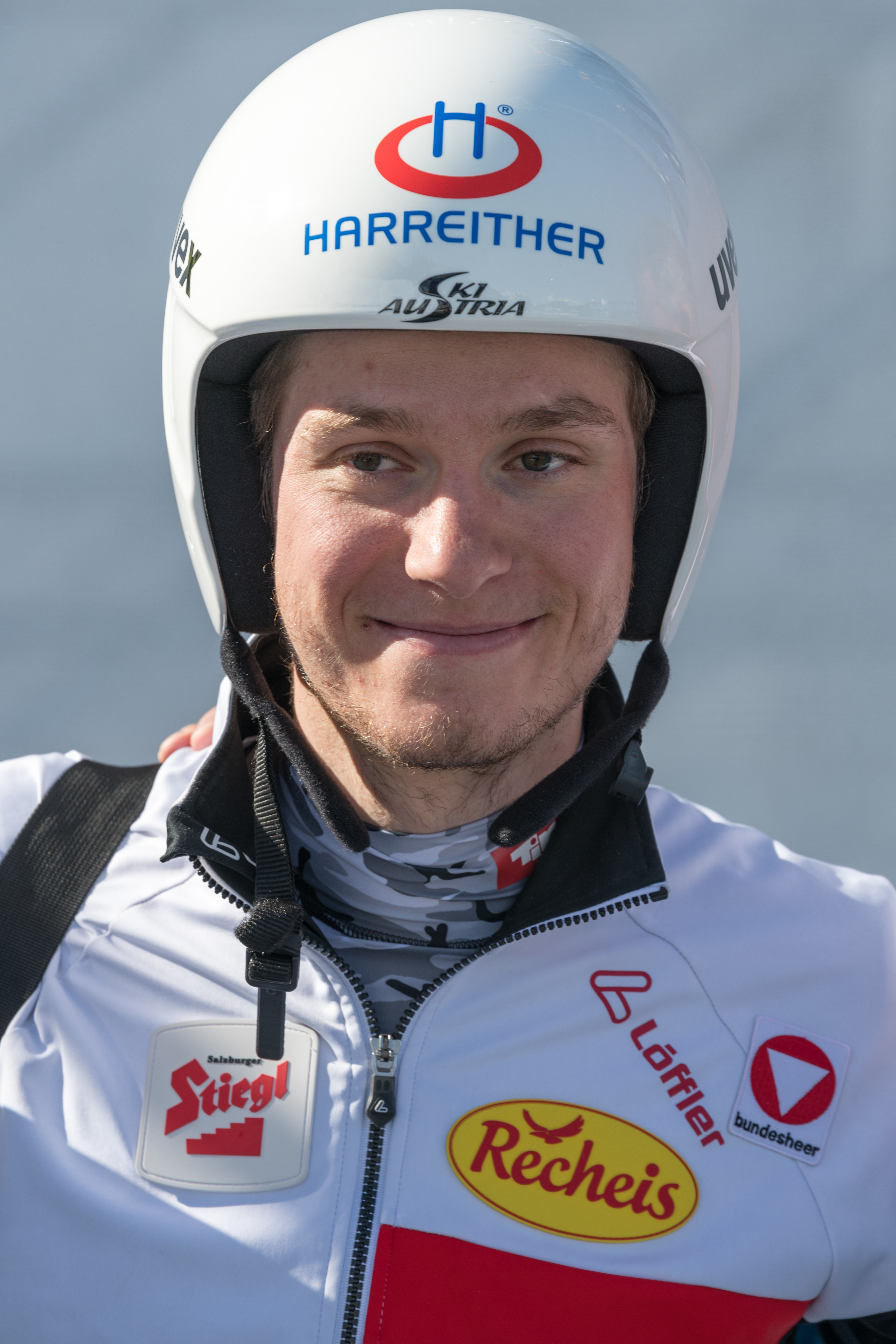
Martin Fritz beim Training der Nordischen Ski-WM in Seefeld 2019

Im Sommer-Grand-Prix 2018 gelang es Fritz nahtlos an das Vorjahr anzuschließen, so war sein schlechtestes Ergebnis, in allen sieben ausgetragenen Bewerben, der 8. Platz. Wie bereits im Jahr zuvor konnte er im Einzel in Planica sein bestes Grand-Prix-Ergebnis erzielen und wurde diesmal zweiter, was ihm in der Gesamtwertung zum Sprung auf das Podest, auf den 3. Platz, verhalf. Mit einem 11. Platz beim Saisonstart in Ruka eröffnete Fritz auch die Saison 2018/19 wieder vielversprechend und beendete das erste Weltcup-Wochenende im Teambewerb (HS 142/4 × 5 km) mit Greiderer, Denifl und Seidl mit einem guten 4. Rang. Nach zwei Top-Ten-Platzierungen in den ersten beiden Bewerben in Lillehammer, erreichte Fritz mit dem 5. Platz sein, bis zu diesem Zeitpunkt, bestes Ergebnis. Im ersten Bewerb im Jahr 2019 konnte Martin Fritz schließlich seinen allerersten Podestplatz in einem Weltcup erreichen. Nachdem Fritz als neunter nach dem Springen, mit 46 Sekunden Rückstand, auf die Loipe gegangen war, konnte er sich mit einer herausragenden Laufleistung am Schluss noch von der Verfolgergruppe absetzen und kam noch vor seinen Teamkollegen Seidl und Rehrl ins Ziel, mit 5 Sekunden Rückstand auf den Sieger Riiber und knappen 1,8 Sekunden auf den Zweiten Watabe. In der Gesamtwertung erreichte Fritz schlussendlich, als drittbester Österreicher den 13. Platz. Bei den Heimweltmeisterschaften in Seefeld 2019 feierte Martin Fritz auf der Toni-Seelos-Olympiaschanze sein WM-Debüt und erreichte über 10 km Gundersen einen soliden 15. Platz.
In der Saison 2019/20 sicherte Fritz im Teamsprint mit Lukas Greiderer den ersten Podestplatz für den ÖSV. Nach dem Springen lagen die beiden mit einem Rückstand von 44 Sekunden auf die führenden Norweger auf dem 6. Platz und konnten sich im Zielsprint noch knapp vor ihren Teamkollegen Rehrl und Klapfer durchsetzen. Auch in den Einzelbewerben ist Fritz konstant unter den Top Ten zu finden, so erreichte er in Ruka den 7. Platz, in Lillehammer einen 8. und 10. Platz sowie im Jänner in Val di Fiemme den 7. Platz.

## Persönliches
Fritz besuchte nach der Skihauptschule in Murau die Internatsschule für Skisportler in Stams. Seit 2014 ist er Sportler des Heeressportzentrums des Österreichischen Bundesheers und trainiert im Heeresleistungszentrum Faaker See in Kärnten. Als Heeressportler trägt er derzeit den Dienstgrad Korporal. Neben seinem sportlichen Werdegang absolviert Fritz derzeit sein MBA-Studium.
Der gebürtige Murauer ist seit 2015 in Ramsau am Dachstein wohnhaft.

## Erfolge

### Continental-Cup-Siege im Einzel
| Nr. | Datum           | Ort         | Disziplin               |
| --- | --------------- | ----------- | ----------------------- |
| 1.  | 6. März 2016    | Chaux-Neuve | Gundersen Großschanze   |
| 2.  | 22. Januar 2017 | Otepää      | Gundersen Normalschanze |

## Statistik

### Platzierungen bei Weltmeisterschaften
| Jahr und Ort    | Wettbewerb   | Wettbewerb   | Wettbewerb | Wettbewerb |
| Jahr und Ort    | Gundersen NS | Gundersen GS | Team       | Teamsprint |
| --------------- | ------------ | ------------ | ---------- | ---------- |
| 2019 Seefeld    | 15.          | –            | –          | –          |
| 2021 Oberstdorf | 21.          | –            | –          | –          |

### Weltcup-Platzierungen
| Saison  | Platz | Punkte |
| ------- | ----- | ------ |
| 2013/14 | 66.   | 013    |
| 2014/15 | 60.   | 010    |
| 2015/16 | 41.   | 026    |
| 2016/17 | 46.   | 042    |
| 2017/18 | 39.   | 072    |
| 2018/19 | 13.   | 372    |
| 2019/20 | 12.   | 399    |
| 2020/21 | 21.   | 165    |
| 2021/22 | 21.   | 240    |

### Grand-Prix-Platzierungen

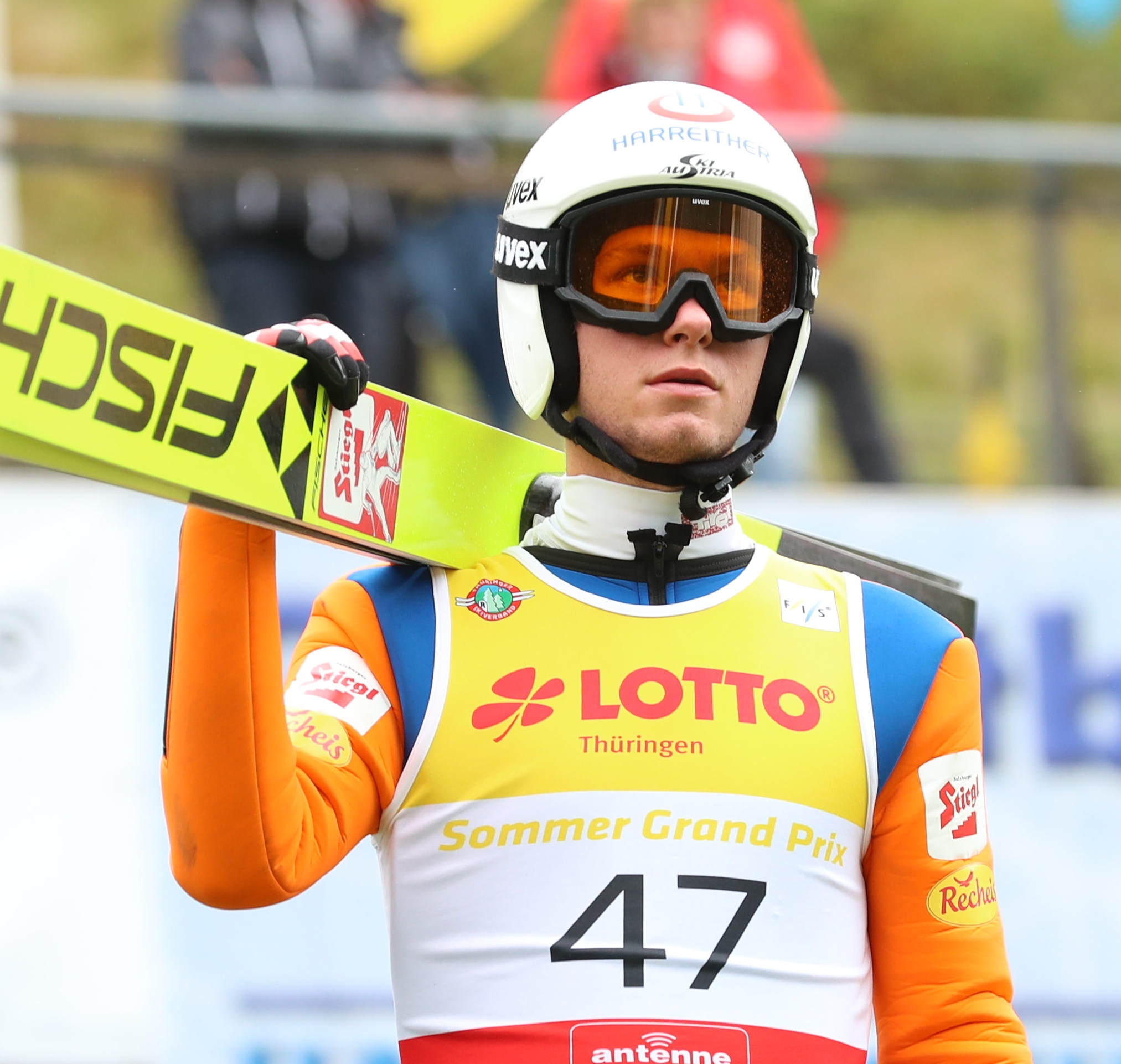
Fritz beim Sommer Grand Prix 2021 in Oberhof

| Saison | Platz | Punkte |
| ------ | ----- | ------ |
| 2016   | 37.   | 014    |
| 2017   | 08.   | 152    |
| 2018   | 03.   | 256    |
| 2019   | 19.   | 082    |

### Continental-Cup-Platzierungen
| Saison  | Platz | Punkte |
| ------- | ----- | ------ |
| 2014/15 | 50.   | 068    |
| 2015/16 | 31.   | 085    |
| 2014/15 | 13.   | 276    |
| 2015/16 | 01.   | 705    |
| 2016/17 | 01.   | 687    |
| 2017/18 | 02.   | 520    |